# Imshaugia subarida
Imshaugia subarida är en lavart som först beskrevs av Elix, och fick sitt nu gällande namn av Elix. Imshaugia subarida ingår i släktet Imshaugia och familjen Parmeliaceae.   Inga underarter finns listade i Catalogue of Life.